# Machaeridia
Machaeridia is een geslacht van rechtvleugeligen uit de familie veldsprinkhanen (Acrididae). De wetenschappelijke naam van dit geslacht is voor het eerst geldig gepubliceerd in 1873 door Stål.

## Soorten
Het geslacht Machaeridia omvat de volgende soorten:
- Machaeridia bilineata Stål, 1873
- Machaeridia conspersa Bolívar, 1889